# Dorthe Kollo
Dorthe Kollo (* 17. Juli 1947 in Kopenhagen), geboren als Dorthe Larsen, auch bekannt als Dorthe, ist eine dänische Schlagersängerin. Der Zuname Kollo rührt von ihrer Ehe mit dem deutschen Opernsänger René Kollo (eigentlich René Kollodzieyski).

## Leben
Dorthe Larsen wuchs in Kopenhagen auf. Bei ihrem Vater, der Kapellmeister des Symphonischen Orchesters Aarhus war, erhielt sie ihre musikalische Ausbildung. Daneben erlernte sie Schauspiel, Tanz und Pantomime. Mit acht Jahren nahm sie in ihrer Heimat Dänemark ihre erste Schallplatte Min Piphans auf. Mit zwölf Jahren bekam sie ihre erste Goldene Schallplatte für den Titel Åh, det er søndag (Coverversion von Oh Lonesome Me von Don Gibson).
Anfang der 1960er Jahre kam sie nach Deutschland und bewarb sich 1963 mit dem Titel Eine Menge Verehrer bei den Deutschen Schlager-Festspielen in Baden-Baden, erreichte jedoch nicht das Finale. Im Folgejahr hatte sie jedoch ihren ersten Erfolg mit dem Titel Junger Mann mit roten Rosen, der bei den Schlager-Festspielen 1964 einen beachtlichen 5. Platz erreichte. Dadurch wurde sie im deutschsprachigen Raum bekannt. 1965 erreichte sie mit Blondes Haar am Paletot und Eine Schwalbe macht noch keinen Sommer den 4. Platz. Ihre Platten veröffentlichte sie unter dem Namen Dorthe.
1968 hatte Dorthe ihren ersten großen Hit mit Sind Sie der Graf von Luxemburg? Einen weiteren Erfolg hatte sie im selben Jahr mit Wärst du doch in Düsseldorf geblieben, mit dem sie Platz 2 des Deutschen Schlager-Wettbewerbs 1968 erreichte und eine Goldene Schallplatte gewann. Beide Titel gehören heute zu den Evergreens des deutschen Schlagers und werden – ebenso wie Jeder Schotte, auch aus 1968 – in Wunschkonzerten immer wieder nachgefragt.
Mit dem Schlager Seine Hoheit, der Herr Kronprinz hatte Dorthe 1969 noch einmal einen Hit. Weitere Erfolge hatten die Singles Ein rosaroter Apfelbaum, Ein ganz Schlauer war Herr Schopenhauer, Häng' nicht alles an die große Glocke, Chili-Pfeffer, Man muß dem Glück entgegen geh’n, Du bringst Sonne in mein Herz und Mein Gott, das dauert. Anfang der 1970er Jahre wurde es ruhiger um Dorthe Kollo, doch nahm sie auch in den Folgejahren immer wieder Titel auf. Daneben war sie auch Gast in zahlreichen Fernsehsendungen, in denen sie neben ihren Hits auch neue Titel sang. Bei NDR 1 Welle Nord gestaltete sie sieben Jahre lang ihre eigene Rundfunksendung, dann vier Jahre die Fernsehsendung Bi uns to Huus monatlich zu moderieren. 1980 nahm sie eine deutsche Version von Papa Pinguin auf, dem luxemburgischen Beitrag zum Eurovision Song Contest.
Anfang der 1990er Jahre versuchte sich Dorthe Kollo auf dem volkstümlichen Sektor: Mit Heimat ist nicht bloß ein Wort erreichte sie beim niedersächsischen Wettbewerb Lieder so schön wie der Norden 1991 Platz 6, und 1993 dort mit Es gibt eine nordische Sage Platz 4.
Im Jahr 2012 veröffentlichte sie in ihrer Heimat Dänemark das Swing-Album Lykken Ligger Lige Her (deutsch: Das Glück liegt hier).

### Privates
Sie war von 1967 bis 1977 mit dem Opernsänger René Kollo verheiratet, mit dem sie die gemeinsame Tochter Nathalie Kollo (* 1967) hat. 1983 heiratete sie den Requisiteur Bernd Klinkert, im selben Jahr kam eine weitere Tochter zur Welt. Die Ehe wurde 1988 geschieden. Von 1996 bis 2000 war sie mit dem dänischen Filmproduzenten Just Betzer verheiratet. Sie lebt in Bremen, wo sie 2007 den Reeder Heiner Dettmer geheiratet hat.

## Preise
- 1960: Goldene Schallplatte in Dänemark für Åh, det er søndag (dänisch für: „Oh, es ist Sonntag“; die dänische Coverversion von Don Gibsons Oh Lonesome Me)
- 1968: Bronzener Löwe von RTL für Sind Sie der Graf von Luxemburg?
- 1968: Goldene Schallplatte in Deutschland für Wärst du doch in Düsseldorf geblieben
- 1996: Goldene Schallplatte und Platin-Schallplatte in Dänemark für Mit hjerte banker kun for dig (dänisch für: „Mein Herz schlägt nur für Dich“; die dänische Coverversion von Céline Dions Titanic-Filmsong My Heart Will Go On)
- 2017: smago! Award für „60-jähriges Bühnenjubiläum“

## Diskografie (Deutschland)

### Vinyl-Singles
| A-/B-Seite                                                          | Katalog-Nr.  | Veröffentlichung |
| ------------------------------------------------------------------- | ------------ | ---------------- |
|                                                                     | Metronome    |                  |
| Eine Menge Verehrer / Deiner Nase seh’ ich’s an                     | 351          | Juni 1963        |
| Mondschein-Caballero / Das Lied ist verklungen                      | 371          | Oktober 1963     |
| Junger Mann mit roten Rosen / Der Boy ist gekommen                  | 406          | Juni 1964        |
| Junge Liebe / Rot ist die Liebe                                     | 420          | August 1964      |
| Die erste Liebe / Mondschein-Caballero                              | 454          | Januar 1965      |
|                                                                     | Philips      |                  |
| Laß doch die alten Geschichten / Dip-Di-Dip                         | 345812       | Februar 1965     |
| Blondes Haar am Paletot / Eine Schwalbe macht noch keinen Sommer    | 345834       | Mai 1965         |
| Heut hab’ ich mein Herz verloren / Sowas kann man nicht vergessen   | 345867       | Dezember 1965    |
| Glück und Glas / Darauf fall’ ich nicht rein                        | 345895       | April 1966       |
| Sein wahres Gesicht / Häng nicht alles an die große Glocke          | 346026       | November 1966    |
| Frag’ jedes Mädchen / Du                                            | 346055       | Juni 1967        |
| Sind Sie der Graf von Luxemburg? / Was ist bloß mit dem Torero los? | 346093       | Januar 1968      |
| Wärst du doch in Düsseldorf geblieben / Ich werde hundert Jahre alt | 384537       | Juni 1968        |
| Jeder Schotte / Viele Worte, schöne Worte                           | 384558       | Oktober 1968     |
| Seine Hoheit der Herr Kronprinz / Jamaica 1111                      | 384587       | Februar 1969     |
| Ein ganz Schlauer war Herr Schopenhauer / Jean-Roberto und Denise   | 388373       | Juli 1969        |
| Ein Rosaroter Apfelbaum / Zur Liebe braucht man keinen Grund        | 388431       | Dezember 1969    |
| Chili-Pfeffer / Man muß dem Glück entgegengehen                     | 6003068      | November 1970    |
| Mini Hot Pants / Unser Wiedersehen heißt Liebe                      | 6003115      | März 1971        |
| Heut’ oder nie / Es ist alles okay                                  | 6003167      | August 1971      |
| Du bringst Sonne in mein Herz / Lieber heut’ als morgen             | 6003229      | 1972             |
|                                                                     | Metronome    |                  |
| Er war Student in Heidelberg / Wie ein Blatt im Buch der Zeit       | 22576        | 1974             |
| Wenn Du mich liebst dann komm zu mir / Neunundneunzig Fehler        | 25605        | 1974             |
| Doch dann kamst ausgerechnet Du / Wie auch der Würfel fällt         | 25629        | 1975             |
| Cumbaya Cumbayon / Ich versteh’ Dich                                | 25686        | 1975             |
| Tobago Helloh / Ich wart’ auf ein Wort                              | 25743        | 1976             |
|                                                                     | Telefunken   |                  |
| Mein Gott das dauert / Nein ich rede nicht von Freiheit             | 612050       | März 1977        |
| Lieder im Wind / Mit den Augen der Liebe                            | 612208       | 1977             |
| Und dann war es Liebe / Sonne Im Herzen                             | 612277       | 1978             |
| Auch ein Baum fällt mal um / Ein Clown mit roten Ohren              | 612405       | 1978             |
|                                                                     | Jupiter      |                  |
| Papa Pinguin / Immer wenn Kinder träumen                            | 102368       | Oktober 1980     |
|                                                                     | Polydor      |                  |
| Bei Nacht / Gemeinsam sind wir stärker                              | 2042432      | Oktober 1982     |
|                                                                     | Zett         |                  |
| Spanische Nacht / Spanische Nacht (Instrumental)                    | 34463265     | 1990             |
|                                                                     | Eastwest     |                  |
| Heimat ist nicht bloß ein Wort / Der Mond über dem Deich            | 9031-74527-7 | 1991             |

### Alben
- 1968: Wärst du doch In Düsseldorf geblieben, Philips 844332 (Vinyl)
- 1998: Hoffnungslos romantisch, Bogner 8273 (CD)
- 2012: Sind Sie der Graf von Luxemburg?, Koch Universal (CD)
- 2017: Das Beste von Dorthe, Electrola (CD)

### Singles
- 1994: Steig wieder auf (Bella Musica, CD-Maxi; als Teil von Alle für Alle)
- 2019: Du bist immer noch mein Captain (Palomama Records, Digital)